# Theresia Sauter-Bailliet
Theresia Sauter-Bailliet (geb. Sauter; * 19. Juni 1932 in Weingarten) ist eine deutsche Sprachwissenschaftlerin und Feministin.

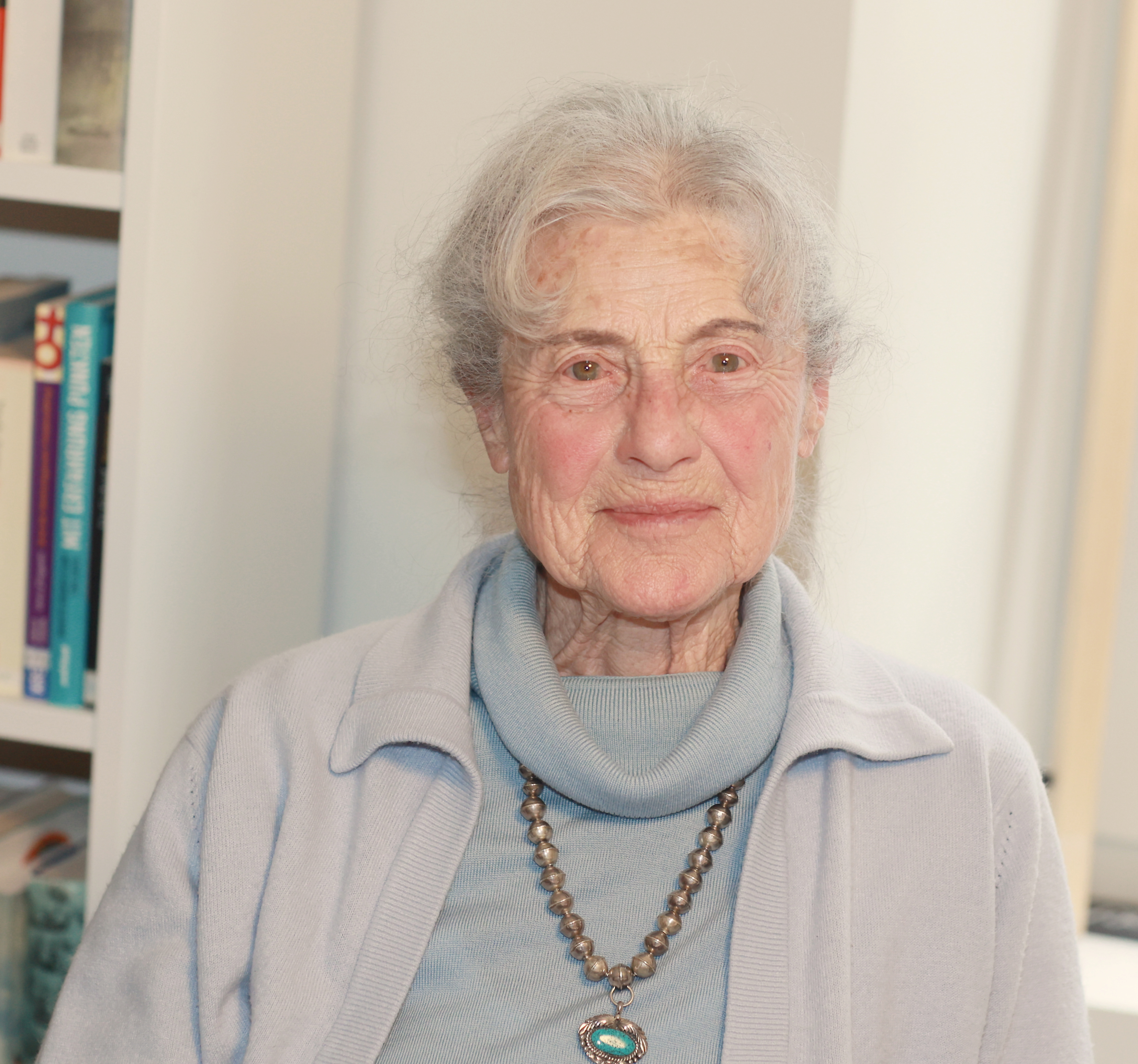
Theresia Sauter-Bailliet in der DenkBar in St. Gallen, 2023

## Leben und Wirken
Theresia Sauter-Bailliet erwarb nach dem Besuch der Oberschule Sprachdiploma in England, Frankreich und Spanien. Da ihre Eltern ihr die Unterstützung verweigerten, finanzierte sie die jeweiligen Auslandsaufenthalte durch die Arbeit als Haushaltshilfe bzw. über Ersparnisse. Danach arbeitete sie als Dolmetscherin, bis sie 1958 in die Vereinigten Staaten immigrierte, wo sie 1960 begann, Literatur an der University of Washington in Seattle zu studieren. Sauter-Bailliet heiratete 1968 den Franzosen Claude Bailliet und wurde im folgenden Jahr promoviert.
Sauter-Bailliet wurde Professorin am Allegheny College in Meadville (Pennsylvania) und später an der Loyola University Chicago. Als Professorin am Allegheny College begann ihr feministisches Engagement. Sie traf sich mit Ehefrauen von erfolgreichen jungen Professoren zum Consciousness-Raising. Auch die Women's Studies entstanden in jener Zeit. Politisches Engagement und akademisches Studium gingen Hand in Hand. 1970 lernte sie Gloria Steinem, die Herausgeberin der damals tonangebenden feministischen Zeitschrift Ms., kennen.
Im Jahr 1973 kündigte sie ihre Professur an der Loyola University in Chicago und kehrte nach Deutschland zurück. An der Technischen Hochschule Aachen hielt sie das erste Seminar über von Frauen verfasste Literatur: Modern Trends in America: Black Studies and Women Studies. Ihr Ehemann hatte zur gleichen Zeit eine Professur in Paris angenommen. Sauter-Bailliet pendelte fortan nach eigenen Angaben 25 Jahre zwischen Aachen und Paris.
Auch in Paris engagierte sich Sauter-Bailliet feministisch, unter anderem gemeinsam mit der Rechtsanwältin Gisèle Halimi für die Entkriminalisierung der Abtreibung. Sie wurde 1974 Mitbegründerin der französischen Parti Féministe. 1976 war sie Mitbegründerin der ersten Sommeruniversität für Frauen in Berlin. Zu den Themen ihrer Seminare und zahlreichen Vorträge gehörte auch seit 1982 die „feministische Science-Fiction“, die Zukunftsszenarien für Frauen entwarf. Wegweisend waren für sie dabei Autorinnen wie James Tiptree, Marge Piercy, Joanna Russ und Ursula LeGuin.

## Matriarchatsforschung
Emeritiert, ging Sauter-Bailliet auf matriarchale Spurensuche. Ihre Reisen führten sie zwischen 2007 und 2009 drei Mal nach China in die Provinz Yunnan zu den Mosuo, eine Ethnie, die noch starke matriarchale Wurzeln aufweist. Überall in China wird die chinesische Göttin Guanyin verehrt, der die Insel Putuo Shan in China geweiht ist. Der Göttin der Barmherzigkeit widmete sie das Buch Wie Kuan Yin, die chinesische Göttin der Barmherzigkeit, auf die Insel Putuoshan kam. Die Ethnie der Mosuo besuchte sie auch in Vietnam. 2013 reiste Sauter-Bailliet zu den Minangkabau auf Sumatra. Die Minangkabau gelten als die größte noch lebende matrilineare Ethnie weltweit. Diese Kultur wurde auch parallel zu einer patrilinear-islamischen Gesellschaft seit dem 16. Jahrhundert beibehalten. 2014 reiste Sauter-Bailliet zu den Tairona, den Wayuu und in das Frauendorf Nashira in Kolumbien und veröffentlichte einen Erfahrungsbericht in dem Buch Matriarchale Spuren in Kolumbien.
2016 unternahm sie eine Reise zu den im Pazifischen Ozean gelegenen Palau-Inseln, die als Insel der Frauen bezeichnet werden und lernte dort fast 84-jährig tauchen.
Aus vielen persönlichen Erfahrungen mit und durch die Forschungen über Kulturen, die noch matriarchale Spuren aufweisen, resümiert Sauter-Bailliet:

„Für ein gelungenes menschliches Zusammenleben braucht es Grenzen: geografische und technologische. Die Globalisierungsideologie beraubt, wie früher der Kolonialismus, tief in ihrer Geschichte verwurzelte Kulturen ihrer Eigenständigkeit und Einmaligkeit. Während der Machbarkeitswahn Natur und Kosmos als manipulierbaren Rohstoff behandelt, lebten matriarchale Gesellschaften in einer Symbiose mit der Natur, in der das Göttliche, geprägt vom weiblichen Prinzip, verwurzelt war.“

## Werke
- Die Frauen im Werk Eichendorffs. Verkörperungen heidnischen und christlichen Geistes. Bouvier Verlag Bonn, 1972, ISBN 978-3-416-00813-6
- The Feminist Movement in France. In: The Women´s Liberation Movement in Europe and North America, S. 409 bis 420, Hrsg. Jan Bradshaw, 1982, ISBN 978-0-08-028932-8
- Frauen in Bewegung. Zur Geschichte, Bedeutung und Aktualität der Frauenemanzipation in den USA und Frankreich. Hrsg. Hessische Landeszentrale für Politische Bildung, Wiesbaden 1982.
- Wie Kuan Yin, die chinesische Göttin der Barmherzigkeit, auf die Insel Putuoshan kam. Euskirchen 2012.
- Matriarchats-Nostalgie. Ein Besuch bei den Minangkabau auf Sumatra. Euskirchen, 2013.
- Matriarchale Spuren in Kolumbien. Meine Reise zu den Tairona, den Wayuu und dem Frauendorf Nashira. Christel Göttert Verlag Rüsselsheim, 2015, ISBN 978-3-939623-56-4